# Mokrz (posterunek odgałęźny)
Mokrz – posterunek odgałęźny i przystanek kolejowy w Mokrzu, w województwie wielkopolskim, w Polsce. Można stąd dojechać do Poznania lub Krzyża Wielkopolskiego. Po przebudowie linii kolejowej nr 351 zbudowano w pobliżu rozjazdy i posterunek odgałęźny o tej samej nazwie.

## Ruch pasażerski
| Rok  | Wymiana pasażerska na dobę |
| ---- | -------------------------- |
| 2017 | 20-49                      |
| 2022 | 20-49                      |